# Basílica da Santa Cruz (Kežmarok)

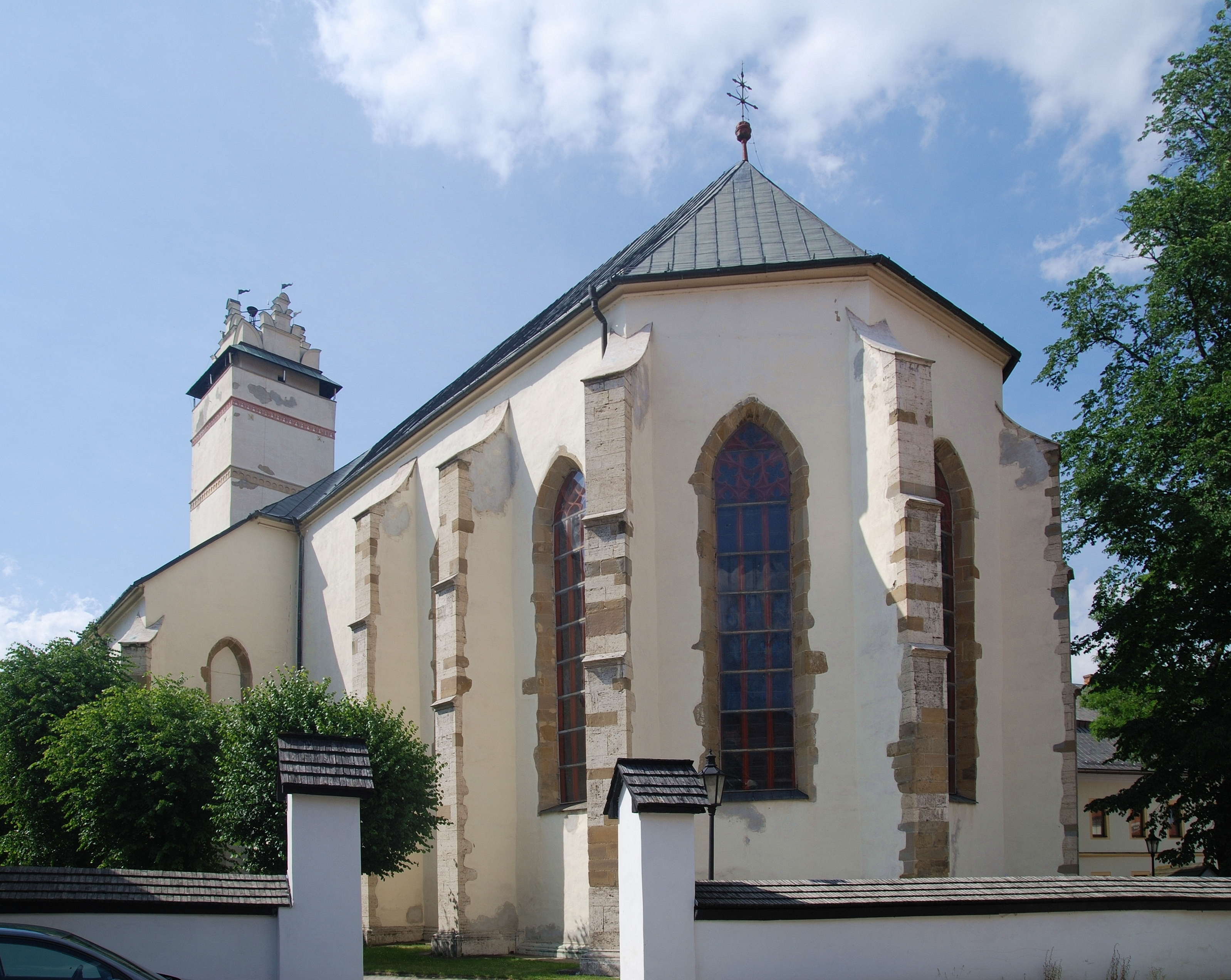
Vista exterior da basílica

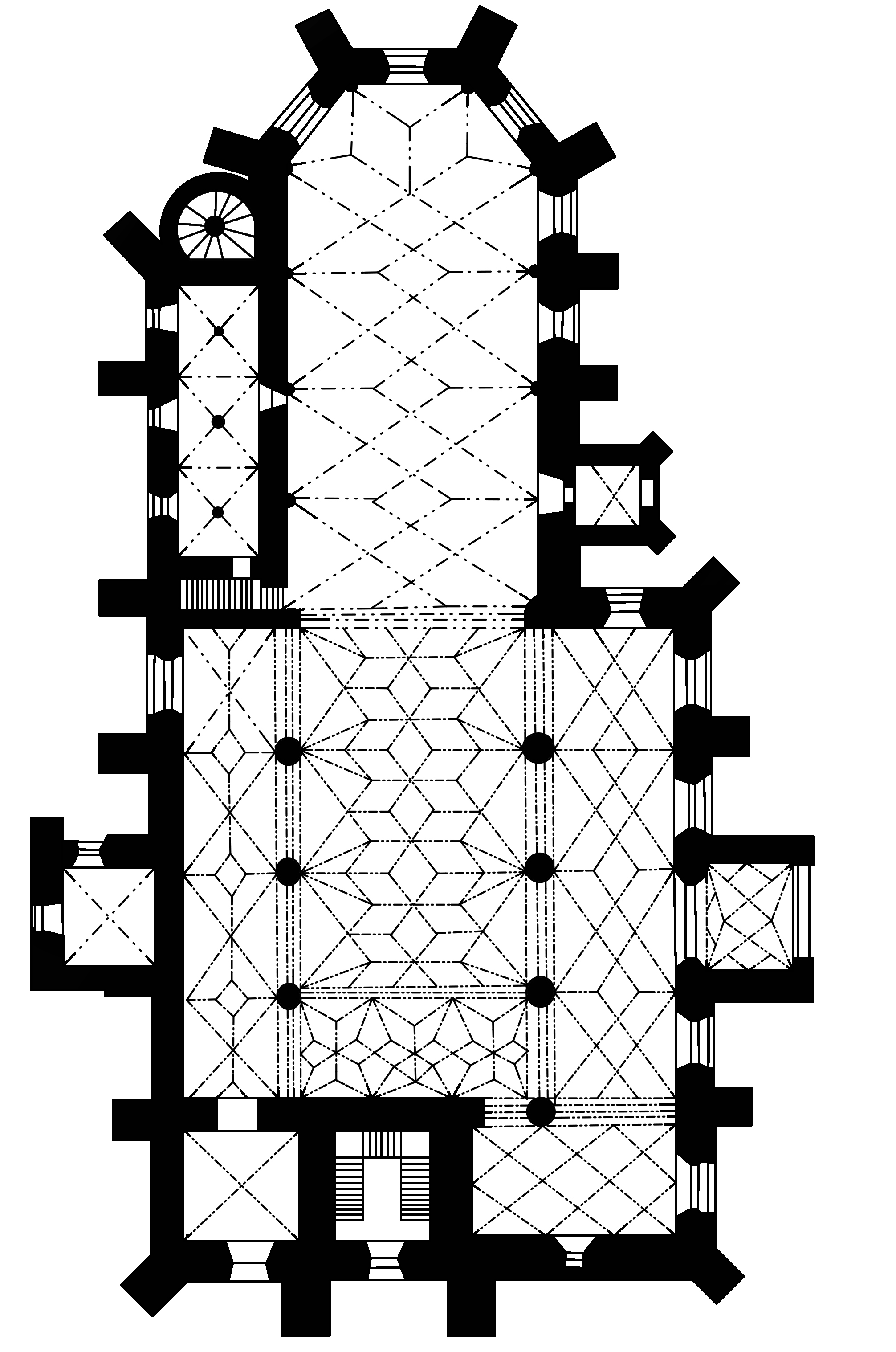
Planta da igreja

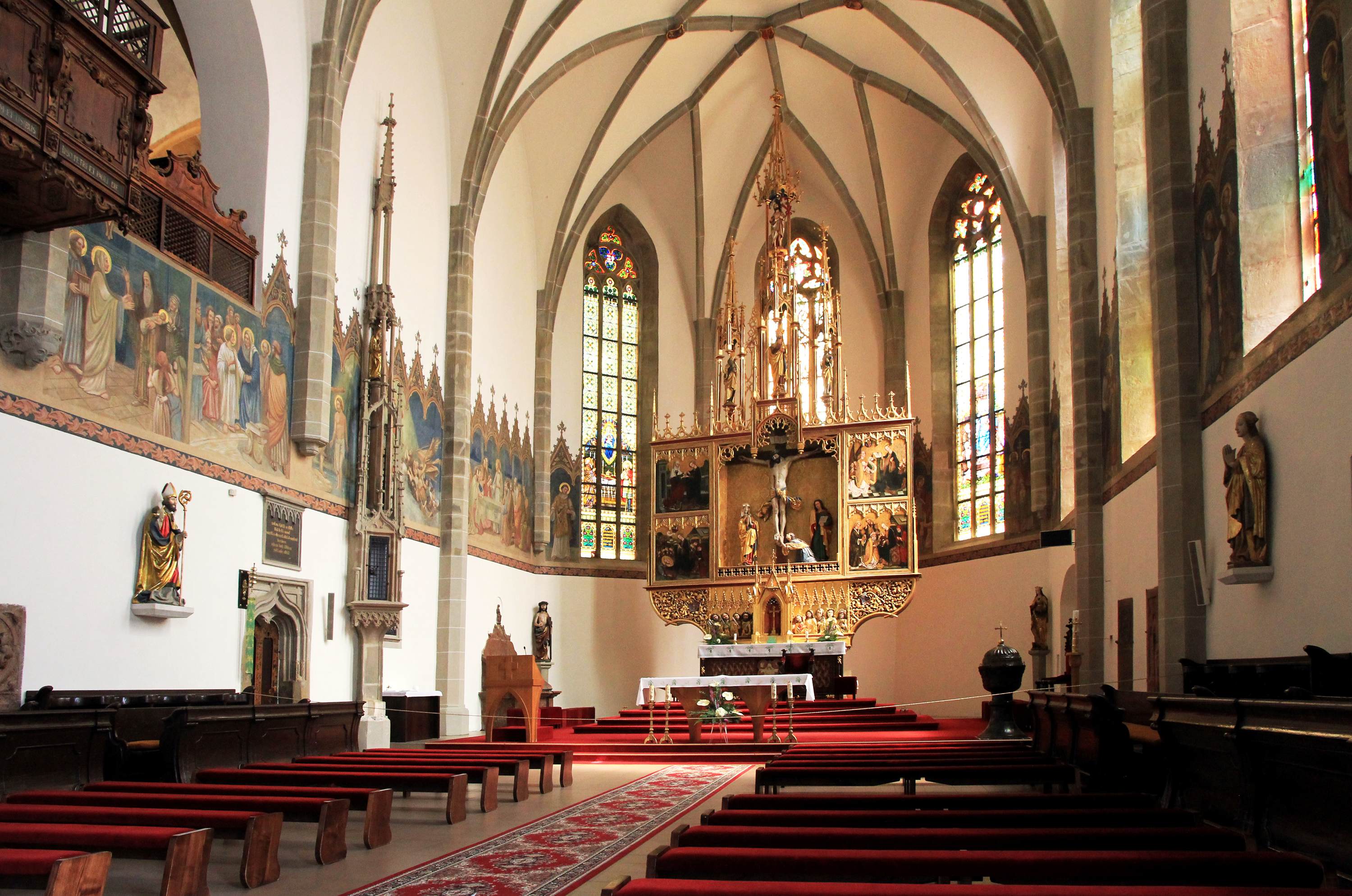
Interior da igreja

A Basílica da Santa Cruz ( em eslovaco:  Bazilika Povýšenia sv. Kríža Kríža ) é uma igreja católica romana em Kežmarok (Käsmark) no leste da Eslováquia. A Igreja Gótica da Cruz Sagrada do final da década de 15 Century pertence à diocese de Zips e leva o título de basílica menor .

## História
A igreja fica no local de uma capela presumivelmente românica. O desenvolvimento do crescimento da cidade e da população desencadeou a necessidade de uma nova igreja, que foi construída na primeira metade do século XIV. Century foi construído. Esta igreja foi seriamente danificada pelas guerras hussitas, terremotos e incêndios em 1443 e foi substituída por um novo edifício em 1444. Entre outras coisas, a subestrutura da torre da igreja no extremo oeste foi usada. A nova igreja foi concluída em 1498.
Durante a Reforma, a população predominantemente alemã convertida ao protestantismo e a igreja foi usada de 1531 a 1673, novamente de 1678 a 1687 e de 1705 a 1709 pela paróquia protestante, o mobiliário gótico com 14 altares foi preservado com mudanças, os afrescos foram pintados. Os altares eram apenas cinco no dia 18 Século de distância.
Em 1981 a igreja foi listada. O papa João Paulo II elevou a igreja à Basílica Menor em 1998.

## Arquitetura
A igreja do salão de três naves tem 51 metros de comprimento e 22 metros de largura, a nave principal tem quase 16 metros de altura. O coro tem 11,5 metros de largura e o corredor do meio tem 23,5 metros de comprimento. O teto da nave central é projetado como uma abóbada em estrela, na nave sul há uma abóbada com nervuras, na nave norte há uma abóbada simples. Após a construção da nova torre sineira autônoma no estilo do Renascimento (1589-1591) ao sul, a torre da igreja foi adaptada com um novo capô.

## Mobiliário
O Jesus crucificado no altar principal é um dos objetos de arte mais valiosos do mobiliário da igreja . Na virada dos dias 15 e 16 Século atribuído à oficina do Mestre Veit Stoss. Algumas das esculturas nos outros quatro altares são atribuídas aos alunos da oficina do Mestre Paul von Leutschau. O pequeno órgão lateral de 1651 é o órgão ainda mais jogável do gênero na Eslováquia, o órgão principal fica em uma galeria acima da área de entrada. No final do dia 19 No século 19, partes do mobiliário da igreja dos períodos barroco e renascentista foram substituídas por peças neogóticas, e partes das figuras foram recentemente policromadas.